# Kobscheid
Kobscheid ist ein Ortsteil der Ortsgemeinde Roth bei Prüm im Eifelkreis Bitburg-Prüm in Rheinland-Pfalz.

## Geographische Lage
Der Ortsteil liegt südwestlich von Roth auf 580 m ü. NHN und ist von umfangreichen landwirtschaftlichen Nutzflächen umgeben. Südlich des Ortes fließen der Taufenbach und der Hanserbach.

## Geschichte
Urkundlich erwähnt wird der Ort erstmals 1642 als Copschied. Der Namensbestandteil „Cop-“ („Kuppe“) bezieht sich dabei auf die Hügellage des Ortes. 1880 trennte sich der Ort von der Gemeinde Roth und wurde eine selbständige Gemeinde. Im Zuge der Verwaltungsreform wurde diese Trennung wieder aufgehoben und Kobscheid am 1. Januar 1971 mit 92 Einwohnern wieder nach Roth eingemeindet. Während der Ardennenoffensive war Kobscheid Schauplatz heftiger Kampfhandlungen zwischen deutschen und amerikanischen Streitkräften. 1947 zerstörte ein Großbrand mehrere Häuser und die Kapelle von Kobscheid.

## Kultur und Sehenswürdigkeiten
- Kirche Sankt Franz Xaver, Neubau von 1890 als Nachfolger der Kirche von 1686[2]
- Sechs Wegekreuze auf dem Gemeindegebiet
- Wüstung Huscheid: Ehemals fünf verlassene Häuser zwischen Kobscheid und Schlausenbach; der Ort Huscheid fiel wohl der Pest zum Opfer und die Bewohner wanderten in die Nachbargemeinden aus[3]

Bildergalerie
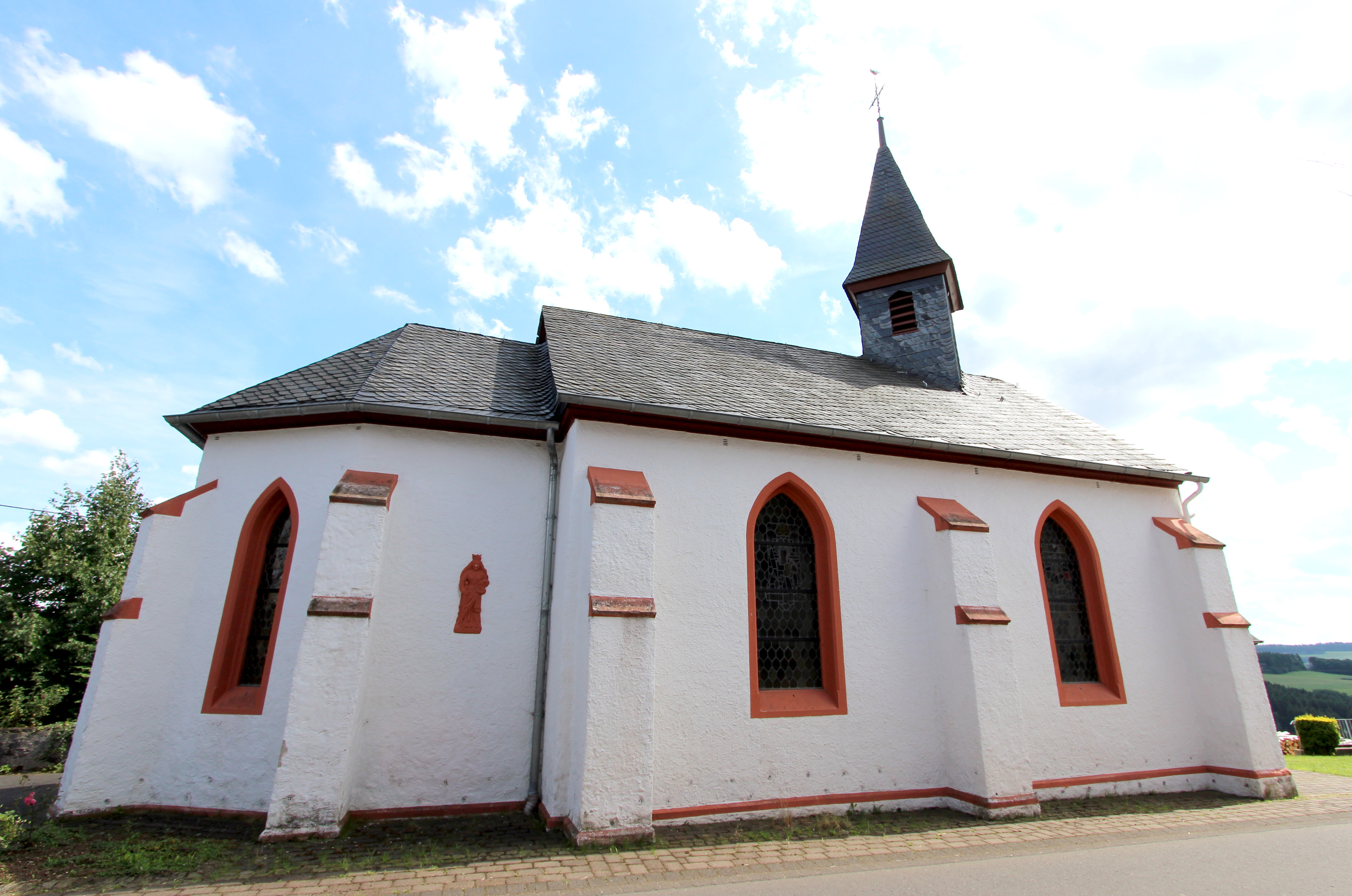
St. Xaver – Seite
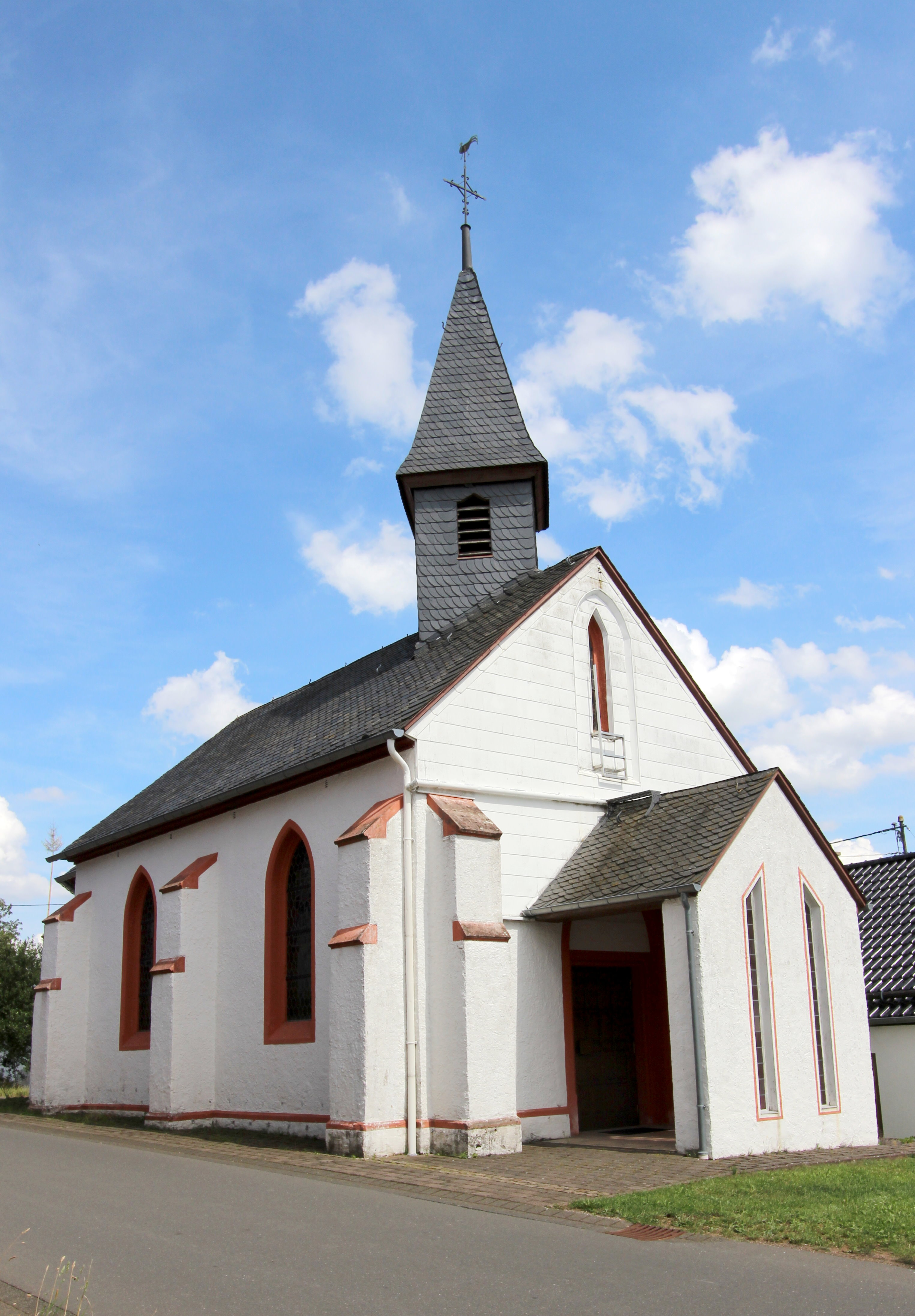
St. Xaver – Giebel
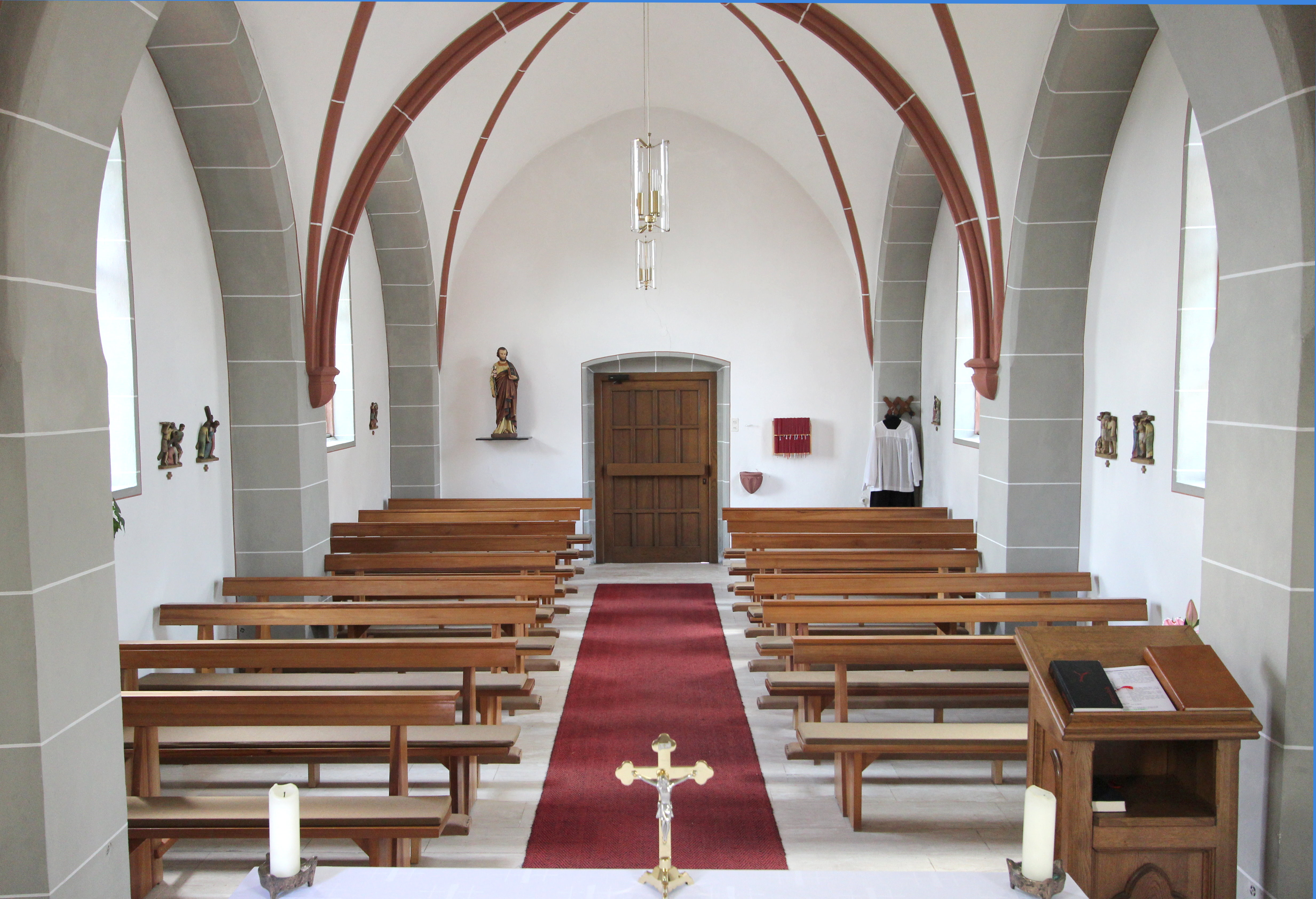
St. Xaver – Innen
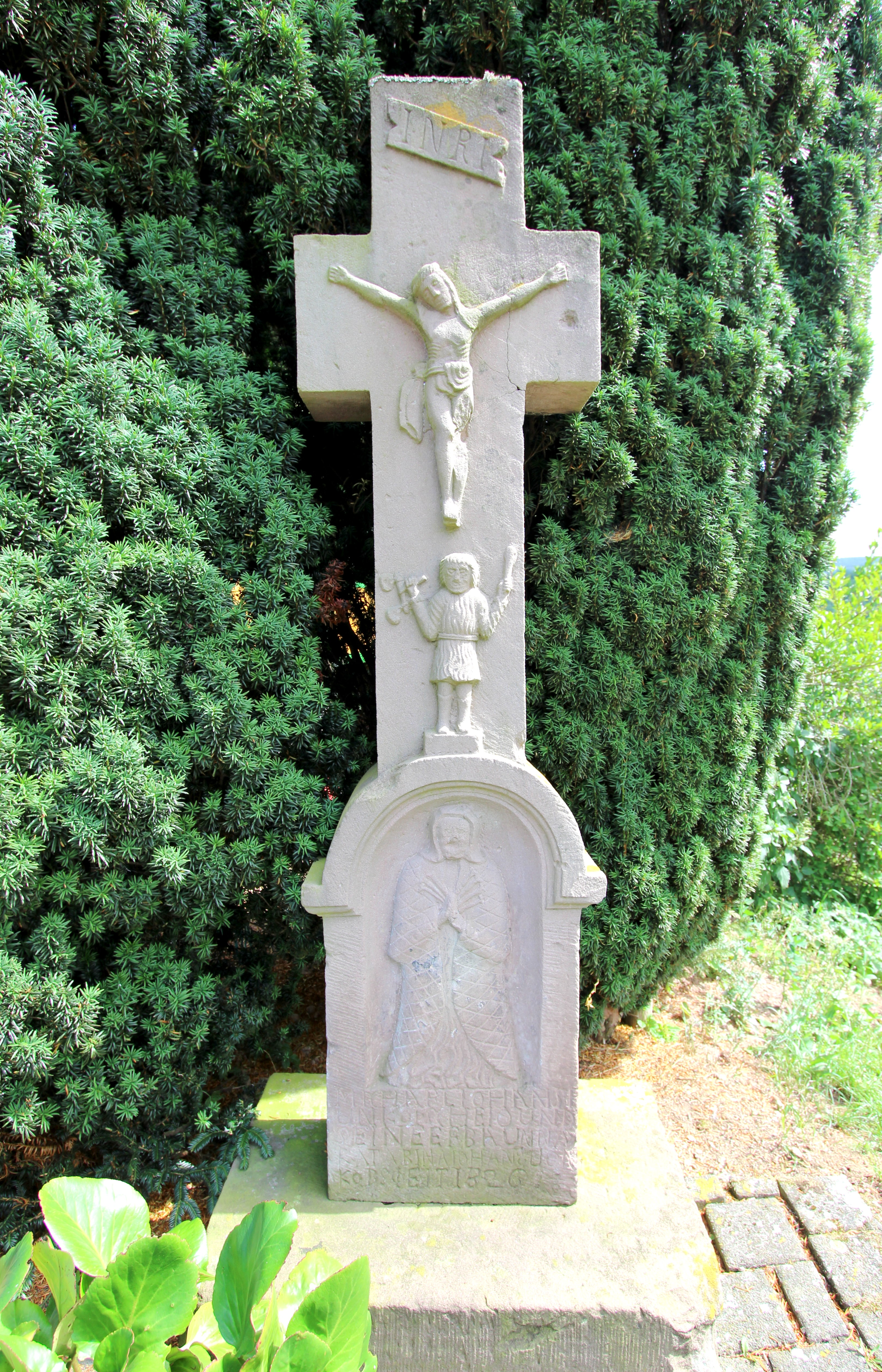
Wegekreuz von 1826